# Loputarji
Loputarji (znanstveno ime Helvella) so rod gliv iz družine loputark (Helvellaceae).

## Seznam loputarjev Slovenije[2]
- pomladanski loputar (Helvella acetabulum)
- črni loputar (Helvella atra)
- jesenski loputar (Helvella crispa)
- prožni loputar (Helvella elastica)
- sedlasti loputar (Helvella ephippium)
- jamičasti loputar (Helvella lacunosa)
- sivobeli loputar (Helvella latispora)
- visoki loputar (Helvella macropus)
- vitkobetni loputar (Helvella monachella)
- meniški loputar (Helvella spadicea)